# Campionato europeo maschile under 19 di calcio 2015
Il Campionato europeo di calcio Under-19 2015 è stato la 63ª edizione del torneo organizzato dalla UEFA. La fase finale si è giocata in Grecia dal 6 al 19 luglio 2015. La Spagna ha vinto il titolo per la decima volta. Al torneo potevano partecipare solo i giocatori nati dopo il 1º gennaio 1996.

## Qualificazioni
Il turno di qualificazione si è disputato tra il 7 ottobre e il 18 novembre 2014: 52 rappresentative sono state divise in 13 gironi di 4 squadre. Si sono qualificate al turno Elite le prime due di ogni girone più la migliore terza, escludendo il risultato della partita contro l'ultima classificata del proprio girone. La Spagna è qualificata automaticamente.
Nel turno Elite, disputato nella primavera 2015, le 28 squadre rimaste sono state divise in sette gironi, le vincenti di ognuno hanno ottenuto il diritto di partecipare alla fase finale del torneo. L'Italia è stata eliminata nel girone del turno Elite.

## Squadre qualificate
- Grecia (paese organizzatore)
- Spagna (vincente gruppo 1)
- Germania (vincente gruppo 2)
- Russia (vincente gruppo 3)
- Paesi Bassi (vincente gruppo 4)
- Ucraina (vincente gruppo 5)
- Austria (vincente gruppo 6)
- Francia (vincente gruppo 7)

## Fase a gironi

### Girone A
| Pos. | Squadra | Pt | G | V | N | P | GF | GS | DR |
| ---- | ------- | -- | - | - | - | - | -- | -- | -- |
| 1.   | Francia | 9  | 3 | 3 | 0 | 0 | 6  | 1  | +5 |
| 2.   | Grecia  | 4  | 3 | 1 | 1 | 1 | 2  | 2  | 0  |
| 3.   | Austria | 2  | 3 | 0 | 2 | 1 | 2  | 3  | -1 |
| 4.   | Ucraina | 1  | 3 | 0 | 1 | 2 | 3  | 7  | -4 |

| Arbitro: | Anthony Taylor |

|                               |           |  |
| Orfanidīs 20’ Karachalios 76’ | Marcatori |  |

| Arbitro: | Georgi Kabakov |

|  |           |          |
|  | Marcatori | 34’ Blin |

| Arbitro: | Andris Treimanis |

|            |           |                                                  |
| Zubkov 55’ | Marcatori | 31’ Guirassy 62’ Dembélé 90+2’ (aut.) Lukyanchuk |

| Larissa 9 luglio 2015, ore 21:00 UTC+3 | Grecia         | 0 – 0 referto | Austria | AEL FC Arena\| Arbitro: \| Andreas Ekberg \| |
| Arbitro:                               | Andreas Ekberg |               |         |                                              |

| Arbitro: | Marco Guida |

|                         |           |  |
| Diakhaby 5’ Dembélé 64’ | Marcatori |  |

| Arbitro: | Tamás Bognár |

|                           |           |                  |
| Zubkov 14’ Luchkevych 63’ | Marcatori | 47’, 87’ Kvasina |

### Girone B
| Pos. | Squadra     | Pt | G | V | N | P | GF | GS | DR |
| ---- | ----------- | -- | - | - | - | - | -- | -- | -- |
| 1.   | Russia      | 4  | 3 | 1 | 1 | 1 | 5  | 4  | +1 |
| 2.   | Spagna      | 4  | 3 | 1 | 1 | 1 | 5  | 4  | +1 |
| 3.   | Paesi Bassi | 4  | 3 | 1 | 1 | 1 | 2  | 2  | 0  |
| 4.   | Germania    | 4  | 3 | 1 | 1 | 1 | 3  | 5  | -2 |

| Arbitro: | Tamás Bognár |

|                    |           |  |
| Van Amersfoort 44’ | Marcatori |  |

| Arbitro: | Marco Guida |

|  |           |                                           |
|  | Marcatori | 8’ Merino 72’ (rig.) Mayoral 90+3’ Nahuel |

| Arbitro: | Georgi Kabakov |

|             |           |                                      |
| Mayoral 13’ | Marcatori | 37’ Barinov 48’ Gasilin 54’ Şeydayev |

| Arbitro: | Anthony Taylor |

|           |           |  |
| Rizzo 89’ | Marcatori |  |

| Arbitro: | Andreas Ekberg |

|                                       |           |                       |
| Kehrer 32’ (aut.) Bezdenezhnykh 45+2’ | Marcatori | 12’ Kehrer 65’ Werner |

| Arbitro: | Andris Treimanis |

|                   |           |                           |
| Mirani 32’ (aut.) | Marcatori | 54’ (rig.) van Amersfoort |

## Fase a eliminazione diretta
|  | Semifinali | Semifinali | Semifinali |        |        | Finale | Finale | Finale |  |
|  |            |            |            |        |        |        |        |        |  |
|  | 1B         | Russia     | 4          |        |        |        |        |        |  |
|  | 1B         | Russia     | 4          |        |        |        |        |        |  |
|  | 2A         | Grecia     | 0          |        |        |        |        |        |  |
|  | 2A         | Grecia     | 0          |        | Russia | Russia | 0      |        |  |
|  |            |            |            |        | Russia | Russia | 0      |        |  |
|  |            |            | Spagna     | Spagna | 2      |        |        |        |  |
|  | 1A         | Francia    | Spagna     | Spagna | 2      | 0      |        |        |  |
|  | 1A         | Francia    |            |        |        |        |        |        |  |
|  | 2B         | Spagna     | 2          |        |        |        |        |        |  |

### Semifinali
| Arbitro: | Tamás Bognár |

|                                                  |           |  |
| Chernov 50’, 79’ Gasilin 52’ Şeydayev 64’ (rig.) | Marcatori |  |

| Arbitro: | Andreas Ekberg |

|  |           |                    |
|  | Marcatori | 88’, 90+5’ Asensio |

### Finale
| Arbitro: | Anthony Taylor |

|  |           |                        |
|  | Marcatori | 39’ Mayoral 78’ Nahuel |